# 盖斯麻札
盖斯麻札，又称盖斯墓、盖斯拱拜（盖斯拱北）、绿拱拜（绿拱北）、圣人坟、圣人墓，相传可能是前往唐朝传播伊斯兰教的圣伴盖斯之麻札（墓），位于中华人民共和国新疆维吾尔自治区哈密市伊州区。盖斯麻札最初位于星星峡，于民国二十八年（1939年）被毁，民国三十四年（1945年）于现址重建。是一座混合伊斯兰建筑风格和中国传统建筑风格的陵园建筑。盖斯麻札是第四批新疆维吾尔自治区文物保护单位。

## 历史
重建前的盖斯麻札是中国较早修建的伊斯兰教古墓之一。关于安葬者的身份普遍认为是圣伴盖斯（阿拉伯语：‎）。相传，盖斯是在唐贞观年间前往唐朝传教的三位传教士之一，在长安受到唐太宗的接待后，盖斯于贞观九年（635年）在返回麦加的路上殒于如今星星峡镇一带，当时仅被草草埋葬。不过另一种说法认为麻札主人另有其人，如《新疆图志》等书籍中，记载为相传唐朝的大将军郭子仪俘虏回纥共七（八）人，其中一人死于路途之中并葬于星星峡，而此人才是盖斯麻札的主人。
而关于盖斯麻札最早的记载是清光绪三十二年（1906年），宋伯鲁前往新疆时，在他所著的《西辕琐记》中记载了他途径星星峡时所看到的这座古回纥墓。最初盖斯墓仅是由石块堆砌的墓葬，不过后来由后人集资重新修建了新的麻札。因该麻札常有灵异发生，所以无论穆斯林还是汉族人，路过时必会祭拜，而且有求必应。路人所赠的匾额几乎充满了麻札，盖在墓棺上的各色锦幛因多年的堆积厚度已经一尺有余。金顺、长庚的幕宾孙希孟在第二年也曾前往盖斯麻札，并描述当时的盖斯麻札门首有题写“唐朝回回一千三百四十年高人到此”，不过他认为这是一座空墓，被写有《古兰经》经文的白单所盖的其实是卧像。王树枏、袁大化等人编纂的《新疆图志》中也有对盖斯麻札的描述。
中华民国成立后，林竞在民国八年（1919年）勘查西北铁路线时，拜访了盖斯麻札，当时的盖斯麻札有三面木栏，内小门并配有看守，盖斯的木棺放置在地上，上面覆盖着数十层前来敬仰者所盖之白布，麻札墙壁上有很多写有阿拉伯文的联匾，而麻札外有横额为“西方先贤盖无师之墓”。到了民国二十八年（1939年），星星峡边卡大队在麻札处修筑营房。该麻札被拆毁，盖斯的遗骨被弃置荒野。维吾尔族人艾山和警察局巡官杨茂春随后将遗骨埋葬在了附近的山沟里。直到民国三十四年（1945年）3月，哈密穆斯林蔡建国、束毅初提出希望能够迁葬盖斯。这项提议被国民革命军第二十九集团军中将总司令李铁军、哈密专员曾勇甫、县长蔡儒祖支持。于是，由军政界、宗教界和民间人士组成的迁葬委员会开始募捐并召集工匠。麻札的新址由哈密札萨克和硕亲王的后裔捐出的地皮，6月30日，盖斯的遗骨被起出。7月4日，哈密举办了数万人参加的公祭和迁葬仪式。当时的新疆省主席吴忠信曾发电吊唁。
1992年6月，盖斯麻札被列为第四批哈密市文物保护单位。1994年，哈密地区文物管理所对盖斯麻札进行部分维修。1998年，哈密市国土资源局确定了盖斯麻札的保护范围。1999年8月，盖斯麻札被列为第四批新疆维吾尔自治区文物保护单位。

## 现状
盖斯麻札位于中华人民共和国新疆维吾尔自治区哈密市伊州区天山南路西侧的一处台地上，西侧是大营门村的耕地，北侧有居民区。麻札附近居住的主要是维吾尔族农民。在麻札周围和院内种植有榆树、杏树、白杨树等树木。麻札占地超过5330平方米，四周有围墙，具有伊斯兰建筑风格的砖木结构院门向南开，门前是带有台阶的斜坡道。整个麻札平面呈长方形。大门到拱拜之间的小路两侧有守墓人和朝拜人使用的厢房和小清真寺。盖斯的拱拜（墓穴）是东西长22米，南北宽12米，通高15米的土木结构建筑。分上下两部分，下部分为白色方形，其上有以绿色琉璃瓦覆盖的穹窿顶。拱拜外侧建有回廊，其造型具有中国传统建筑廊庑构造风格，回廊使用三步梁，廊间开间大于正身开间，南北各有7根木柱，东西则各有6根。柱间的额枋是中国传统建筑一斗二升交麻叶头的装饰，屋檐铺有琉璃瓦。回廊四周围有50厘米高的木栏。拱拜四面都开有门，但只有南门可以进入拱拜，东门与西门外被棱形木板封住，其他门窗主要用于通风。拱拜四面内壁写有黑底白字的《古兰经》经文。整个拱拜融合了阿拉伯建筑和中原建筑的风格。